# 橄榄科
橄榄科（学名：Burseraceae）是真双子叶植物无患子目的一科，具有17-18个属约540个物种。橄榄科既有乔木，也有灌木，原产于非洲、亚洲和美洲的热带地区。
橄榄科的一些植物分泌芳香的树脂，可以作为香，最著名的是乳香树分泌的乳香。
橄榄科橄榄属的一些种的果实可以作为水果食用，如橄榄、乌榄等。

## 属
- 翼柄榄属 Ambilobea
- 刺茎榄属 Beiselia
- 桃心榄属 Aucoumea
- 乳香属 Boswellia，乳香树属
- 裂榄属 Bursera
- 橄榄属 Canarium
- 没药属 Commiphora，没药树属
- 悬子榄属 Crepidospermum
- 蜡烛榄属 Dacryodes
- 嘉榄属 Garuga
- 宿萼榄属 Haplolobus
- 梨榄属 Pachylobus
- 马蹄果属 Protium
- 鼠李榄属 Pseudodacryodes
- 叶苞榄属 Rosselia
- 斜榄属 Santiria，山地榄属
- 梅心榄属 Scutinanthe
- 香膏榄属 Tetragastris
- 油脂榄属 Trattinnickia
- 风车榄属 Triomma